# Aleksander Sadowski (1820–1882)
Aleksander Oktawian Sadowski herbu Lubicz (ur. 6 kwietnia 1820, zm. 1882) – rotmistrz huzarów wojsk rosyjskich, marszałek szlachty pow. kamienieckiego, ostatni z wyboru marszałek gubernialny kamieniecki, przewodniczący Komitetu Wykonawczego Białych guberni podolskiej.

## Życiorys
Aleksander Oktawian Sadowski urodził się 6 kwietnia 1820 r. na Podolu. Pochodził z możnej, senatorskiej  rodziny Sadowskich herbu Lubicz, z gałęzi osiadłej na Podolu, jako najmłodszy syn Grzegorza i Emercjanny Gastel herbu Zamecki. 
Jego ojciec, syn Kajetana Adama i Heleny Anżułowskiej, był jednym z zamożniejszych ziemian na Podolu rosyjskim. Był właścicielem: miasteczka Balin z Balinówką, Orynina, Krasnostawców, Hukowa, Marianówki, Przewrocia, Kizi i Wołochów w pow. kamienieckim oraz dzierżył dawne królewszczyzny: Cykową i Karaczkowce. Legitymował się w 1820 r. wraz z synami ze szlachectwa przed kamienieckim zgromadzeniem deputackim, ze względu na starożytność rodziny został wpisany do szóstej księgi szlacheckiej guberni podolskiej. Powyższa legitymacja została potwierdzona w 1827 r. przez departament heroldii.
Zdecydował się na karierę wojskową w wojsku rosyjskim, służył w aleksandryjskim pułku huzarów, gdzie uzyskał stopień rotmistrza. Po dymisji z wojska osiadł w jednym ze swoich majątków, miasteczku Oryninie i poświęcił się działalności publicznej.  Został wybrany początkowo na marszałka szlachty pow. kamienieckiego, następnie został zastępcą, a w 1861 r.  marszałkiem gubernialnym podolskim. W czasie przygotowań do Powstania Styczniowego był przewodniczącym Komitetu Wykonawczego Białych guberni podolskiej. Odegrał decydującą rolę w 1862 r. w podjęciu decyzji odnośnie do podpisania adresu do Cesarza Rosji Aleksandra II z wnioskiem o przełączenie Podola, Wołynia i Ukrainy do Królestwa Polskiego. W konsekwencji razem z pozostałymi marszałkami został zawieszony w swoim urzędzie, wezwany do Petersburga i uwięziony. Od tego czasu marszałkowie szlachty nie pochodzili już z wyboru, a byli powoływani przez administrację carską. 
Po kilkuletnim pobycie w więzieniu powrócił do swoich majątków i kontynuował działalność społeczną, zajmując wybitne stanowisko wśród ziemian podolskich. Miał duże zasługi w ratowaniu majątków polskiej szlachty przed konfiskatą. Będąc osobą bardzo zamożną nie szczędził funduszy na cele narodowe i kulturalne.
Zmarł na skutek nieszczęśliwego wypadku w 1882 r. i został pochowany w Oryninie.

## Rodzina
Był żonaty z Eweliną Amelią Julią Żelską herbu Ogończyk, córką Józefa Artura Żelskiego z Husiatyna i Aleksandry Dwernickiej herbu Sas, córki generała Józefa Dwernickiego, z którą pozostawił syna Aleksandra, urodzonego w 1866 r. 